# Michael Stoute
Sir Michael Ronald Stoute, född 22 oktober 1945 på Barbados, är en barbadiskbrittisk galopptränare.

## Karriär
Stoute, vars far var polischef på Barbados, lämnade ön 1964 vid 19 års ålder, för att bli assisterande tränare åt Pat Rohan. Stoute startade 1972 sin egen tränarrörelse, och han tog sin första egna tränarseger den 28 april 1972 när Sandal, en häst som ägdes av Stoutes far, segrade på Newmarket Racecourse i England. Sedan dess har han vunnit löp över hela världen, och segrat i större löp som Dubai World Cup, Breeders Cup, Japan Cup och Hong Kong Vase.
Han fick titeln knight 1998, för att ha främjat turism till Barbados. Han var den ende tränaren på 1900-talet som vann engelska klassiska löp under fem säsonger i följd och har varit brittisk tränarchampion tio gånger (1981, 1986, 1989, 1994, 1997, 2000, 2003, 2005, 2006 och 2009).
Stoutes mest kända häst som han tränat, är Shergar, som vann Epsom Derby 1981 och senare kidnappades.
2009 tog Stoute en sällsynt trippel, då hans hästar Conduit, Tartan Bearer och Ask, var etta, tvåa och trea i King George VI and Queen Elizabeth Stakes.